# Mușătești
Mușătești – wieś w Rumunii, w okręgu Ardżesz, w gminie Mușătești. W 2011 roku liczyła 889 mieszkańców.